# Valdelamusa (stacja kolejowa)
Valdelamusa (hiszp. Estación de Valdelamusa) – stacja kolejowa w Valdelamusa, w prowincji Huelva, we wspólnocie autonomicznej Andaluzja, w Hiszpanii.
Jest obsługiwana przez pociągi Media Distancia Renfe oraz pociągi towarowe.

## Położenie stacji
Znajduje się na linii kolejowej Zafra – Huelva o rozstawie iberyjskim w km 112, na wysokości 339 m n.p.m., pomiędzy stacjami Almonaster-Cortegana i El Tamujoso.

## Historia
Stacja została otwarta w dniu 23 lipca 1886 roku wraz z odcinkiem Huelva-Valdelamusa linii między Huelvą i Zafrą. Linia ta została wybudowana przez Compañía del Ferrocarril de Zafra a Huelva. Przedsiębiorstwo te zarządzało linią i stacją do 1941 roku, kiedy to miała miejsce nacjonalizacja kolei w Hiszpanii i doszło do utworzenia RENFE.
Od 31 grudnia 2004 roku infrastrukturą kolejową zarządza Adif.

## Linie kolejowe
- Zafra – Huelva

## Połączenia
| Linia MD | Pociąg    | Z/Do            |  | Z/Do   |
| -------- | --------- | --------------- |  | ------ |
|          | Intercity | Madrid          |  | Huelva |
| 73       | R-598     | Jabugo-Galaroza |  | Huelva |